# Prueba de bombeo

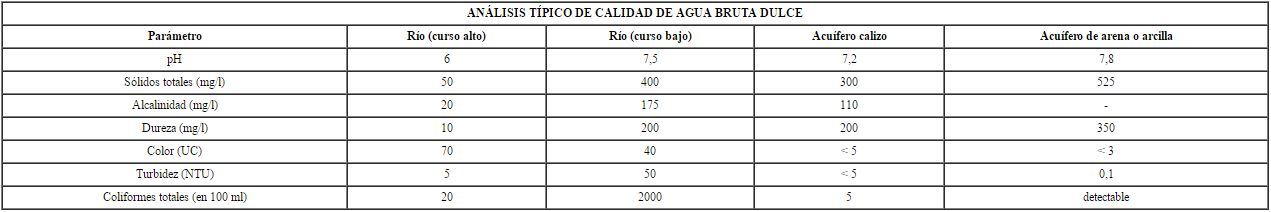
Análisis típico de la calidad de agua bruta

Una prueba de bombeo se realiza para evaluar un acuífero, estimulándolo por medio de bombeo, y observando su respuesta (descenso de nivel) en pozo(s) de observación. Una prueba de bombeo es una herramienta común utilizáda en hidrogeología para caracterizar un sistema de acuíferos.

Las pruebas de bombeo, típicamente se interpretan usando un modelo analítico de flujo en un acuífero (siendo el más fundamental la solución de Theis). Así, se hacen calzar los datos observados en el mundo real, asumiendo que los parámetros del modelo ideal son aplicables al acuífero del mundo real. En casos más complejos, un modelo numérico podría ser usado para analizar los resultados de una prueba de bombeo, pero el añadir mayor complejidad no asegura mejores resultados (ver Principio de parsimonia).

## Características Generales
La forma más común de realizar una prueba de bombeo, es extraer agua desde un pozo, a una tasa constante, por lo menos durante un día, mientras se miden cuidadosamente los niveles de agua en los pozos de observación. Cuando el agua es bombeada desde el pozo de bombeo, la presión en el acuífero disminuye, provocando el descenso del nivel de agua en los pozos de observación. El descenso disminuye radialmente desde el pozo de bombeo, y aumenta a medida que el bombeo continúa.
Las características del acuífero evaluadas más comúnmente son:
- Conductividad hidráulica
- Almacenamiento Específico
- Transmisividad

## Métodos de Análisis
Se debe elegir un modelo o solución adecuado a la ecuación de flujo subterráneo, para calzar los datos observados. Hay varios modelos para elegir, dependiendo de los factores que se consideren relevantes. Entre estos se incluyen:
- Acuitardo filtrante (del inglés leaky),
- Flujo no confinado (retraso en el rendimiento),
- Penetración parcial de los pozos de bombeo u observación,
- Radio del pozo finito - que puede conducir a almacenamiento en el pozo,
- Porosidad dual (de uso típico en rocas fracturadas),
- Acuífero anisotrópico,
- Acuífero heterogéneo,
- Acuífero finito (se observan efectos de barreras físicas en la prueba), y
- Combinaciones de las situaciones anteriores.

Casi todas las soluciones de pruebas de bombeo están basadas en la solución de Theis, que está construida con las asunciones más simples. Otros métodos relajan alguna o varias asunciones consideradas en la solución de Theis, y por lo tanto son más flexibles, pero presentan resultados más complejos.

### Solución transiente de Theis
La solución de Theis fue adoptada por Charles Vernon Theis (que trabajaba para el Servicio Geológico de los Estados Unidos en 1935, desde la literatura de transferencia de calor (con la ayuda matemática de C.I.Lubin), para un flujo radial 2-D hacia un punto, en un acuífero simple, homogéneo e infinito. La solución es:
{\displaystyle {\begin{aligned}s&={\frac {Q}{4\pi T}}W(u)\\[0.5em]u&={\frac {r^{2}S}{4Tt}}\end{aligned}}}
Donde s es el descenso (cambio en la presión hidráulica en un punto desde el comienzo de la prueba), u es un parámetro adimensional, Q es la tasa de bombeo del pozo (volumen por unidad de tiempo, o m³/s), T y S son la transmisividad y el almacenamiento del acuífero alrededor del pozo (m²/s y adimensional respectivamente), r es la distancia al pozo de bombeo, donde se observa el descenso (en metros), t es el tiempo que ha transcurrido desde que comenzó el bombeo (minutos o segundos) y W(u) es la "Función de pozo" (llamada también la integral exponencial, E1, en literatura no relacionada con la hidrogeología).
Típicamente esta ecuación se utiliza para encontrar los T y S promedio, cerca del pozo de bombeo, a partir de los datos de descenso recolectados durante la prueba de bombeo. Esta es una forma simple de modelamiento inverso, ya que el resultado (s) es medido en el pozo, r, t, y Q son observados, y los valores de T y S que mejor reproduzcan los datos observados son puestos en la ecuación hasta que el mejor ajuste entre los datos observados y la solución analítica sea encontrado. Sí ninguna de las restricciones adicionales que la solución de Theis requiere (además de las que requiere la ecuación de flujo subterráneo) son infringidas, la solución debiera ser muy buena.
Las asunciones que requiere la solución de Theis son las siguientes:
- Acuífero homogéneo, isotrópico y confinado,
- Pozo completamente penetrante (abierto al espesor (b) completo del acuífero),
- El pozo tiene un radio "cero" (se aproxima a una línea vertical) - de esta forma no ocurre almacenamiento de agua en el pozo y el bombeo es 100% eficiente,
- El pozo tiene una tasa de bombeo constante Q,
- El acuífero es infinito radialmente,
- Los límites superior e inferior del acuífero son impermeables (no filtrante), planos y horizontales,
- El flujo de agua es horizontal,
- No hay otros pozos o cambios de largo plazo en los niveles de agua regionales (es decir, todos los cambios de la superficie potenciométrica se deben al bombeo del pozo)

A pesar de que estas asunciones son raramente cumplidas a cabalidad, dependiendo del grado de similitud a las condiciones ideales, la solución puede seguir siendo útil.

### Solución de Cooper-Jacob
La solución de Cooper-Jacob corresponde a una generalización gráfica de la solución de Theis. Es de gran utilidad cuando se analizan los datos del bombeo directamente en el campo, ya que es una solución muy simple, pero que entrega resultados muy similares a los de la solución de Theis.

### Otros métodos de solución
Otras soluciones incluyen:
- Hantush-Jacob
- Neuman (para acuíferos libres)
- Boulton (para acuíferos anisotrópicos)